# وزارة الشؤون الداخلية (روسيا)
وزارة الشؤون الداخلية (الروسية: Министерство внутренних дел, МВД, Ministerstvo vnutrennikh del, MVD) هي وزارة الداخلية الروسية؛ تم تأسيس الوزارة عام 1802 بواسطة ألكسندر الأول في فترة روسيا الإمبريالية؛ مقر الوزارة في موسكو؛ وزير الشؤون الداخلية الحالي هو فلاديمير كولوكولتسيف والذي كان قائد شرطة موسكو منذ 2009 وحتى 2012؛ قام ألكسندر الأول بإنشاء الوزارة في 28 مارس عام 1802 كجزء من إصلاحات حكومية؛ وزارة الشؤون الداخلية كانت واحدة من أقوى المؤسسات الحكومية في عصر الإمبراطورية الروسية.

## وصلات خارجية
- وزارة الشؤون الداخلية (بالعربية)
- وزارة الشؤون الداخلية (بالروسية)
- وزارة عدل الاتحاد الروسي.